# 兵庫県道207号厄神停車場線
兵庫県道207号厄神停車場線（ひょうごけんどう207ごう やくじんていしゃじょうせん）は、兵庫県加古川市を通る一般県道である。

## 概要
加古川市上荘町国包から加古川市八幡町宗佐に至る。

### 路線データ
- 起点：加古川市上荘町国包（JR西日本加古川線 厄神駅前）
- 終点：加古川市八幡町宗佐（宗佐北交差点、兵庫県道18号加古川小野線交点、兵庫県道84号宗佐土山線起点）
- 総延長：1.9 km

## 歴史
- 2025年（令和7年）3月28日 - 兵庫県告示第284号により、兵庫県道18号加古川小野線の旧道の県道指定が解除される区間のうち、加古川市上荘町国包 - 宗佐北交差点区間が追加指定され、県道の告示内容が変更される[1]。

## 地理

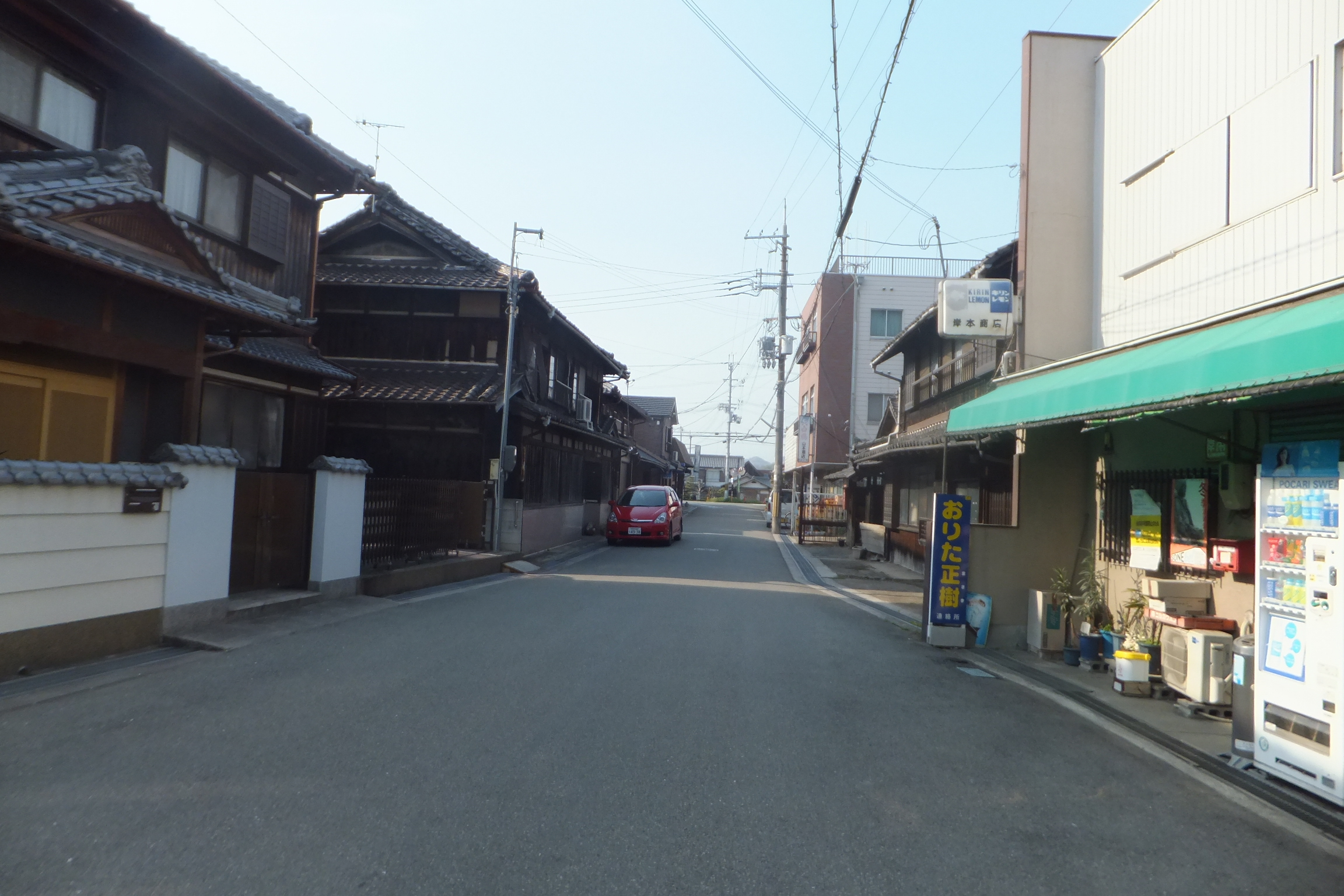
起点付近
加古川市上荘町国包で撮影

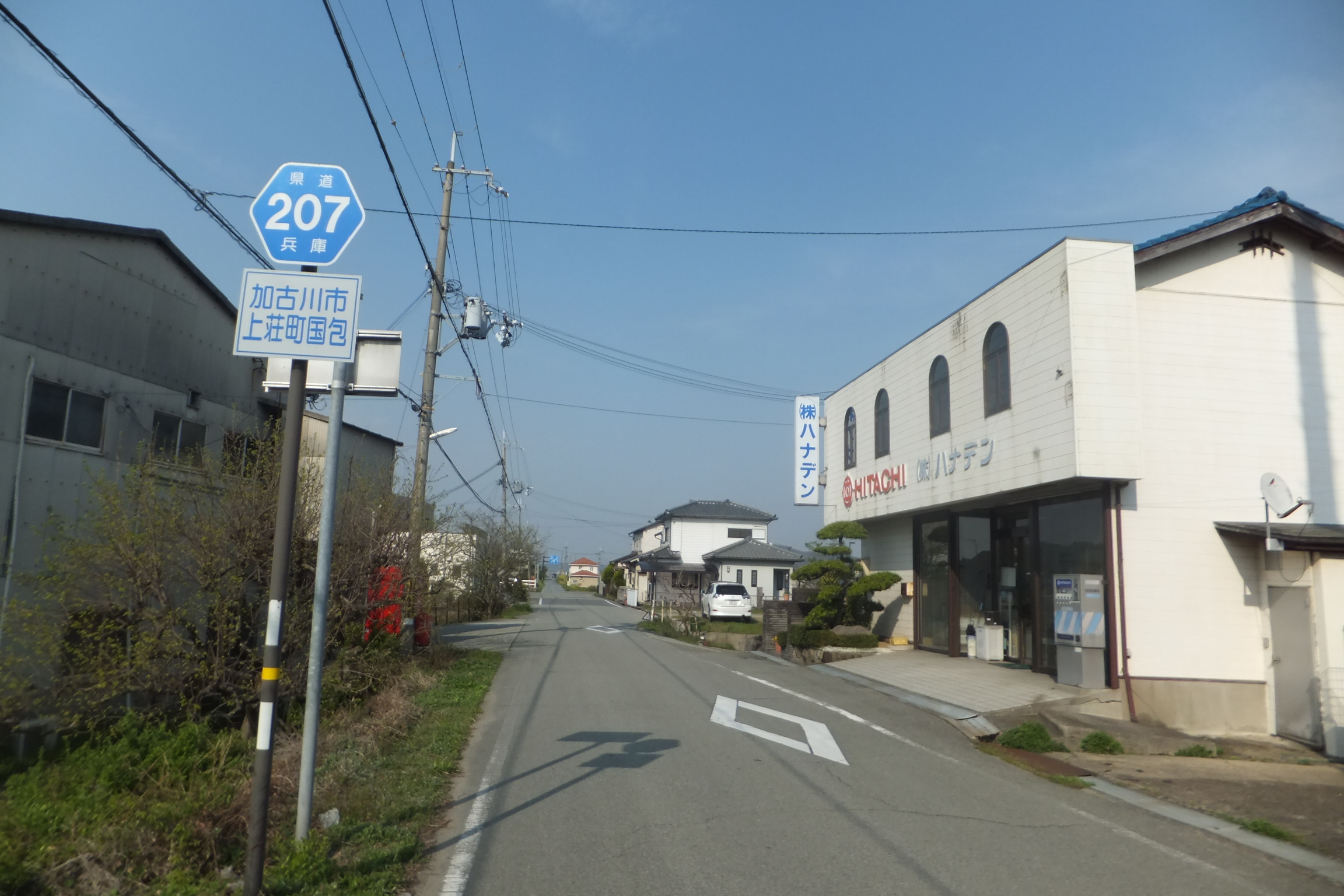
本道の標識
加古川市上荘町国包で撮影

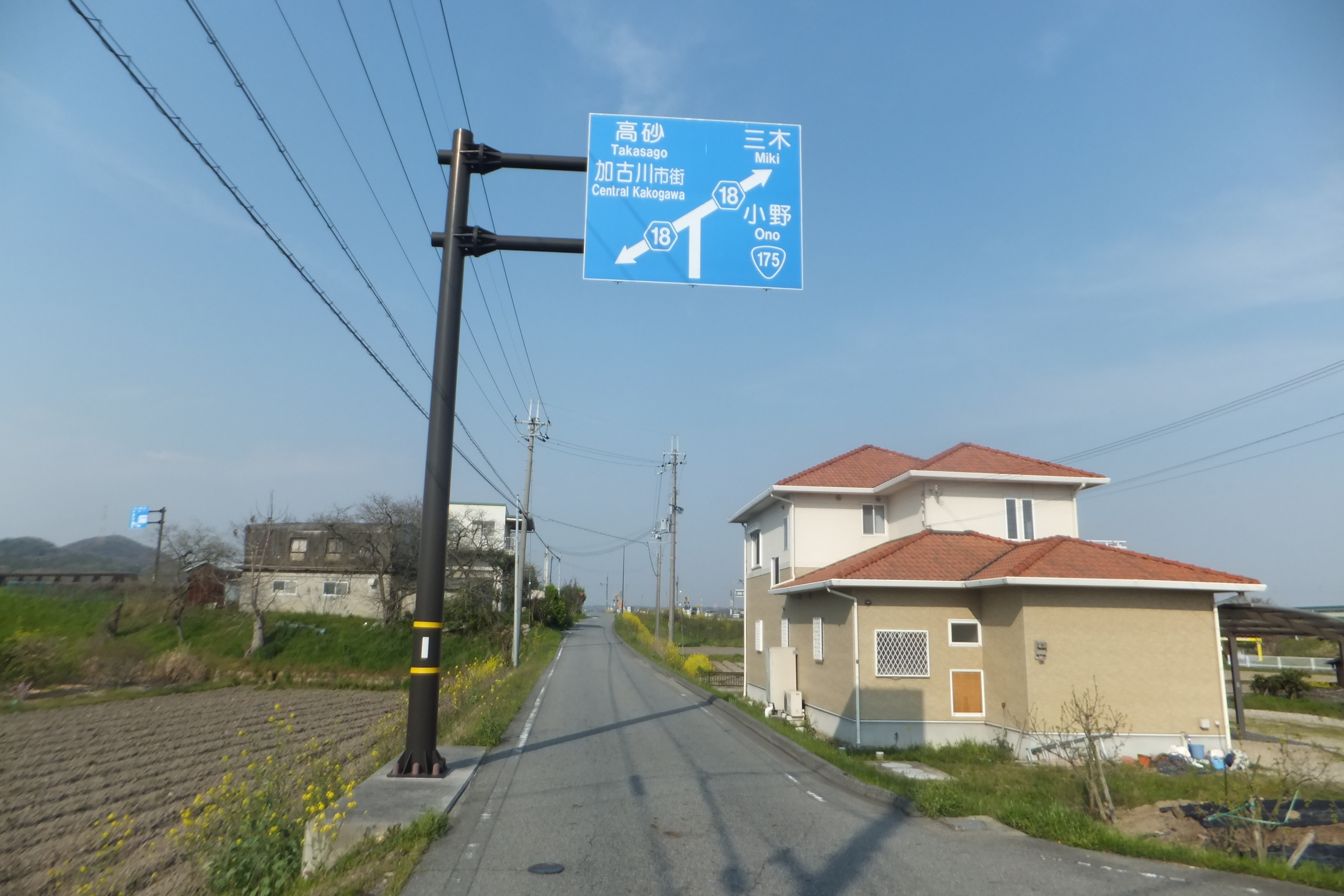
終点付近
加古川市上荘町国包で撮影

### 通過する自治体
- 加古川市

### 交差する道路
| 交差する道路                                    | 交差する場所 | 交差する場所        |
| ----------------------------------------------- | ------------ | ------------------- |
| 兵庫県道20号加古川三田線                        | 上荘町国包   |                     |
| 兵庫県道18号加古川小野線 兵庫県道84号宗佐土山線 | 八幡町宗佐   | 宗佐北交差点 / 終点 |

### 交差する鉄道
- 加古川線

### 沿線
- JR西日本加古川線 厄神駅
- 国包郵便局
- 加古川